# Sander Skotheim
Sander Aae Skotheim (ur. 31 maja 2002 w Oslo) – norweski lekkoatleta specjalizujący się w wielobojach.
Zdobył srebrny medal w dziesięcioboju na mistrzostwach Europy juniorów w 2021 w Tallinnie oraz srebrny medal w siedmioboju na halowych mistrzostwach Europy w 2023 w Stambule, przegrywając jedynie z Kévinem Mayerem z Francji, a wyprzedzając Risto Lillemetsa z Estonii. Ustanowił wówczas halowy rekord Norwegii wynikiem 6318 punktów. Wynik ten poprawił rok później, zdobywając srebrny medal halowych mistrzostw świata. W tym samym roku zdobył srebro mistrzostw Starego Kontynentu. W 2025 poprawił halowy rekord Europy w siedmioboju, zwyciężając w halowym czempionacie kontynentu, natomiast dwa tygodnie później w Nankinie został halowym mistrzem świata.
Był mistrzem Norwegii w skoku wzwyż w 2019, 2020 i 2022, w biegu na 110 metrów przez płotki w 2022 i w dziesięcioboju w 2022, a w hali w siedmioboju w 2022 oraz w skoku wzwyż w 2022 i 2023.

## Osiągnięcia
| Rok  | Impreza                               | Miejsce   | Konkurencja   | Pozycja     | Wynik     |
| ---- | ------------------------------------- | --------- | ------------- | ----------- | --------- |
| 2018 | Mistrzostwa Europy juniorów młodszych | Győr      | dziesięciobój | 15. miejsce | 6921 pkt. |
| 2019 | Olimpijski festiwal młodzieży Europy  | Baku      | dziesięciobój | 1. miejsce  | 7761 pkt. |
| 2021 | Młodzieżowe mistrzostwa Europy        | Tallinn   | dziesięciobój | 2. miejsce  | 8012 pkt. |
| 2022 | Mistrzostwa świata                    | Eugene    | dziesięciobój | 15. miejsce | 8062 pkt. |
| 2022 | Mistrzostwa Europy                    | Monachium | dziesięciobój | 7. miejsce  | 8211 pkt. |
| 2023 | Halowe mistrzostwa Europy             | Stambuł   | siedmiobój    | 2. miejsce  | 6318 pkt. |
| 2023 | Młodzieżowe mistrzostwa Europy        | Espoo     | dziesięciobój | 2. miejsce  | 8561 pkt. |
| 2023 | Mistrzostwa świata                    | Budapeszt | dziesięciobój | 10. miejsce | 8263 pkt. |
| 2024 | Halowe mistrzostwa świata             | Glasgow   | siedmiobój    | 2. miejsce  | 6407 pkt. |
| 2024 | Mistrzostwa Europy                    | Rzym      | dziesięciobój | 2. miejsce  | 8635 pkt. |
| 2024 | Igrzyska olimpijskie                  | Paryż     | dziesięciobój | 18. miejsce | 7757 pkt. |
| 2025 | Halowe mistrzostwa Europy             | Apeldoorn | siedmiobój    | 1. miejsce  | 6558 pkt. |

## Rekordy życiowe
- dziesięciobój – 8909 pkt. (1 czerwca 2025, Götzis) – rekord Norwegii, 7. wynik w historii światowej lekkoatletyki
- siedmiobój (hala) – 6558 pkt. (8 marca 2025, Apeldoorn) – rekord Europy, 3. wynik w historii światowej lekkoatletyki